# سیارک ۲۸۲
سیارک ۲۸۲ (به انگلیسی: 282 Clorinde) دویست و هشتاد و دومین سیارک کشف شده‌است که در ۲۸ ژانویه ۱۸۸۹ و در نیس کشف شد.
قدر مطلق سیارک برابر ۱۰٫۹۱ است.